# Бэрбулеску, Илие
Илие Бэрбулеску (рум. Ilie Bărbulescu; 24 июня 1957, Питешти — 1 февраля 2020, Питешти) — румынский футболист и тренер. Сыграл в общей сложности 357 матчей в высшей румынской футбольной лиге, Дивизии А, а также провёл пять матчей за сборную Румынии. Бэрбулеску выиграл Кубок европейских чемпионов 1986 года со «Стяуа».

## Биография
Начал играть в футбол в своём родном городе Питешти за «Арджеш». В 1974 году перешёл в первую команду в возрасте 17 лет, и 9 ноября 1974 года впервые сыграл в высшей румынской лиге против «Решицы». Во втором сезоне с клубом стал игроком основы. Он помог «Арджешу» занять второе место в 1978 году и выиграть чемпионат годом позже.
После того как результаты «Аржеша» пошли на спад, в сезоне 1981/82 Бэрбулеску покинул клуб и перешёл в «Олт Скорничешти». Летом 1983 года он поступил в Крайовский университет, но его переезд в «Университатя Крайова» не состоялся.
Уже во время зимнего перерыва сезона 1983/84 он покинул «Ольт» и присоединился к «Петролулу», который в то время боролся за выживание. Однако Бэрбулеску не смог помочь клубу избежать понижения.
В 1984 году у Бэрбулеску появилась возможность перейти в «Стяуа», один из лучших клубов Европы того времени. За три года пребывания в Бухаресте он смог добиться наибольших карьерных успехов. Помимо трёх чемпионатов и двух побед в кубках, в 1986 году он выиграл Кубок европейских чемпионов, а затем — Суперкубок УЕФА.
После того как Бэрбулеску перестал попадать в основу, в 1987 году он вернулся в «Петролул». Однако он продолжал испытывать недостаток игровой практики, как и в «Арджеше», куда вернулся во время зимнего перерыва в сезоне 1987/88. После двух сезонов в Дивизии B с «Миовени» и «Каллатис Мангалия» он закончил игровую карьеру в 1991 году.
Бэрбулеску сыграл пять матчей за сборную Румынии. Его первый международный матч состоялся 13 мая 1979 года против Кипра. Он играл редко, проведя последний матч в 1987 году.
Бэрбулеску был тренером молодёжной команды «Арджеш» в 2005 году. Позже он работал тренером молодёжного состава «Стяуа».
25 марта 2008 года президентом Румынии Траяном Бэсеску был награждён орденом «За спортивные заслуги» II степени за победу в финале Кубка европейских чемпионов 1986 года.
Сын Илие Бэрбулеску, Андрей, также стал футболистом.